# Wolfgang Kunth
Wolfgang Kunth war ein Tischtennisspieler der DDR. Er wurde 1949 DDR-Meister im Doppel.

## Erfolge
Wolfgang Kunth stammte aus Merseburg. Er spielte in den 1940er und 1950er Jahren und noch 1992 beim Verein Chemie Leuna. Mehrere Erfolge erzielte er im Doppel mit Werner Rademacher. Mit ihm gewann er die 1949 erstmals ausgetragene DDR-Meisterschaft im Doppel. 1950 erreichten sie das Endspiel, ebenso 1951. 1950 wurde er zudem Zweiter im Mixed mit Astrid Horn.